# 客家黨
客家黨於2006年10月14日成立，為中華民國的政黨之一。客家黨曾分別於2008年投入立法委員選舉及2009年的縣市長選舉，然而都沒有獲得席次。

## 政治理念
客家黨宗旨為：以客家人傳統忠義、勤奮、儉僕、愛好和平之精神和處事原則，致力政黨良性競爭、穩定政局、繁榮經濟、鞏固民主、弱勢優先、國家資源合理分配。

## 選舉歷程

### 2008年中華民國立法委員選舉
- 不分區立委選舉：候選號碼12號。
- 分區立委選舉：
  1. 台北市第6選區：4號，余少鈞
  2. 台北市第7選區：2號，連石磊
  3. 高雄市第3選區：4號，吳春香
  4. 高雄市第5選區：2號，曹文玟
  5. 台北縣第1選區：3號，楊仁清
  6. 桃園縣第1選區：2號，陳志明
  7. 桃園縣第3選區：3號，張明松
  8. 新竹縣選區：2號，余玉池
  9. 苗栗縣第2選區：2號，郭玉枝
  10. 台東縣選區：3號，劉昀筑

最後獲得42004票，佔0.43%的選票。

### 2009年中華民國縣市長選舉
- 桃園縣：吳富彤（2009年10月9日上午登記參選）

最後獲得15,807票，佔2.08%的選票。
| 號次 | 黨籍       | 姓名   | 得票    | 得票率 | 當選 |
| 1    | 客家黨     | 吳富彤 | 15,807  | 2.08%  |      |
| 2    | 民主進步黨 | 鄭文燦 | 346,678 | 45.69% |      |
| 3    | 中國國民黨 | 吳志揚 | 396,237 | 52.22% |      |

## 歷史
2007年12月17日，台灣團結聯盟四位立法委員候選人莊孟學、鄭豪、謝馥米、姚吉鴻與客家黨主席溫錦泉率領支持者到《自由時報》總部大門前進行「哀悼《自由》已死，為《自由》送終」抗議活動，抨擊《自由時報》「製造藍綠對立，忽略其他聲音」、「利益擺第一，民粹優先」。《自由時報》不予理會，同時報警驅離抗議群眾。《自由時報》編政組組長蘇宇暉答覆，「不予回應」。

## 外部連結
- 全球客家經貿平台，存于
- 台灣客家電子報，存于
- 地圖會說話 - 小黨也是有地盤的（页面存档备份，存于）
- 客家黨中部辦公室 （页面存档备份，存于）